# Irena Zawadzka
Irena Zawadzka (ur. 27 kwietnia 1882 w Białej, zm. 28 kwietnia 1960 w Radomiu) – polska malarka.

## Życiorys
Początkowo studiowała w warszawskiej Szkole Sztuk Pięknych, po jej ukończeniu w 1913 kontynuowała naukę na Akademii Sztuk Pięknych w Monachium. Po dwóch latach wyjechała do Wiednia i tam studiowała do 1918, a następnie powróciła do kraju. Po raz pierwszy wystawiała swoje prace w Zachęcie w 1922, w późniejszych latach wielokrotnie uczestniczyła w wystawach i ekspozycjach. Po 1945 należała do Towarzystwa Przyjaciół Sztuk Pięknych w Radomiu.